# Coromohom
Coromohom är en ort i Mexiko.   Den ligger i kommunen Tanlajás och delstaten San Luis Potosí, i den centrala delen av landet, 250 km norr om huvudstaden Mexico City. Coromohom ligger 200 meter över havet och antalet invånare är 567.
Terrängen runt Coromohom är kuperad söderut, men norrut är den platt. Runt Coromohom är det ganska tätbefolkat, med 111 invånare per kvadratkilometer. Närmaste större samhälle är Tancanhuitz de Santos, 12,0 km sydväst om Coromohom. I omgivningarna runt Coromohom växer huvudsakligen savannskog.